# Туризм в Эфиопии

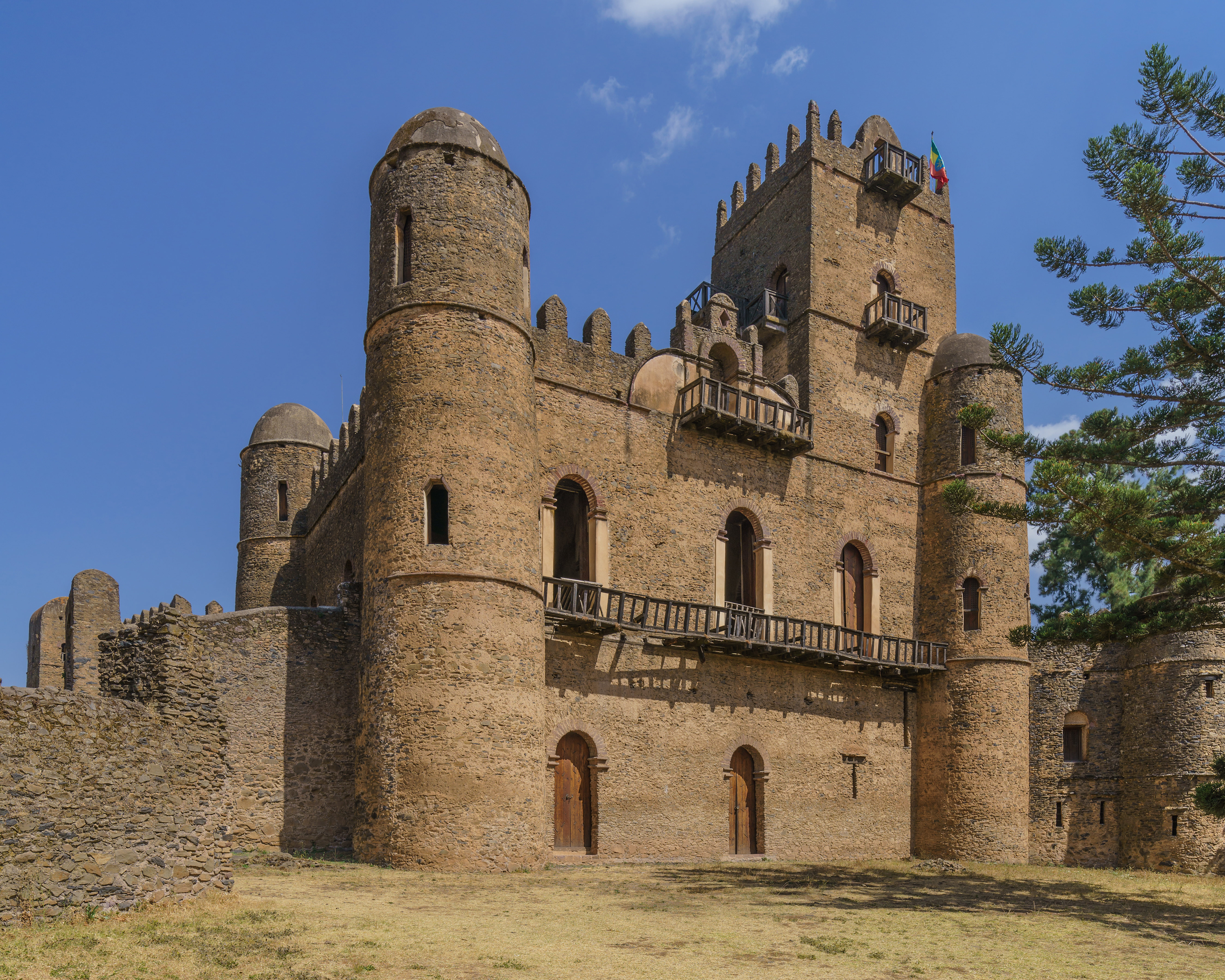
Крепость Фасил-Гебби в Гондэре

Эфиопия очень богата историческими достопримечательностями и дикой природой, её населяют множество африканских племён.
Древние города привлекают тысячи туристов со всего мира. Аксум, Лалибела, Гондэр — столицы древних государств с их богатой историей являются одними из самых популярных мест у туристов. Харэр — один из священных городов ислама посещают множество мусульманских паломников.
В Эфиопии расположено множество национальных парков, где обитает несколько вымирающих видов животных, и чтобы полюбоваться на них, сюда приезжают сотни туристов.
Кроме экскурсионного туризма в Эфиопии развит лечебный туризм. Здесь расположено множество минеральных источников, главным образом в центре страны. Также здесь была открыта первая в Африке пятизвездочная гостиница.
Однако не следует забывать о мерах предосторожности. Так, в январе 2012 в Эфиопии было убито 5 туристов из Европы. В 2007 были похищены 5 британских туристов, но через 13 дней были освобождены. Так же сообщается что в 2008 году была остановлена попытка похищения 28 французских туристов.
В 2013 был убит один австрийский турист.

## Наиболее известные туристические объекты
- Тана — озеро на севере Эфиопии. Именно здесь расположены множество островов, на которых находятся несколько православных монастырей. А водопады Голубого Нила влекут к себе множество любителей дикой природы. Главный центр туризма в этом регионе — Бахр-Дар.

- Столица Эфиопии — Аддис-Абеба также популярна у туристов. Здесь расположен Королевский Дворец, памятник А. С. Пушкину[5], а в национальном музее хранятся останки древнейшего найденного человека — Люси. В ночное время трущобы превращаются в огромный бордель, практически у каждой калитки стоит девушка по цене приблизительно равной 100—1000 рублей за ночь.
- Очень популярны у туристов поездки к диким племенам, особенно в долину реки Омо, где обитает несколько десятков различных племен. Туристов привлекает, прежде всего, культура этих племен, своеобразный образ жизни, вдали от цивилизации.

## Эфиопия и Россия
Последнее время эфиопское правительство более активно поддерживает развитие туризма в стране. В 2008 году Эфиопия организует свой павильон на Московской туристической выставке. Со множеством стран упрощен визовый режим, в том числе с Россией